# تپه قلاکون شرقی
تپه قلا کون شرقی مربوط به هزاره اول قبل از میلاد است و در شهرستان بیجار، بخش چنگ الماس، روستای خزردین واقع شده و این اثر در تاریخ ۱۰ دی ۱۳۸۱ با شمارهٔ ثبت ۶۸۲۷ به‌عنوان یکی از آثار ملی ایران به ثبت رسیده است.